# ハーレム・ユー
ハーレム・ユー（ユー・チョンチン、庾 澄慶、Harlem Yu、yu cheng qing、1961年7月28日 - ）は、台湾の歌手、タレント。愛称は哈林（ハーリン）。近年はバラエティ番組の司会等としても活動している。

## 来歴
国立台北工業専科学校（現・国立台北科技大学）出身。2000年、女優の伊能静と結婚し、男児をもうけたが、2009年に離婚した。
2016年7月30日、民視アナウンサーの張嘉欣と再婚した。

## 出演作品

### ドラマ
- 流星花園〜花より男子〜 （原作：神尾葉子『花より男子』」） （2001年）
- ホントの恋の*見つけかた（轉角*遇到愛）（2007年）- 連勝全（シェンチェン） 役

### 映画
- 細雨春風（1985年）
- 龍火（1998年）
- 武俠梁祝（2008年）
- Mr.&Mrs.シングル（2011年）2012東京／長崎・中国映画週間で上映
- 星空（2011年）

## ディスコグラフィ
CD
- 2007年 「Silently／靜靜的」 （Silence〜深情密碼〜のオープニングテーマ曲）

### アルバム
- 傷心歌手 (1986年12月12日)
- 我知道我已經長大 (1987年10月06日)
- 錯過的愛 (1988年08月02日)
- 讓我一次愛個夠 (1989年07月20日)
- 改變所有的錯 (1990年04月13日)
- 管不住自己 (1991年07月06日)
- 頂尖拍檔 (頂尖拍檔樂團的名義)	(1992年07月30日)
- 老實情歌 (1993年09月09日)
- 靠近 (1995年06月09日)
- 請開窗 (1996年09月23日)
- 只有為你 (1997年11月25日)
- 哈寶寶我來了 (以哈寶寶名義) (1998年04月01日)
- 我最熟悉 (1999年05月04日)
- 海嘯 (2001年05月18日)
- 哈林天堂 (2003年06月06日)
- 戒不掉 (2006年07月14日)
- 關不掉的月光 (2013年05月08日)

### EP
- 報告班長 (1987年06月01日)
- 別走 (1998年08月19日)

### ベスト・セレクション
- 想念妳精選 (1990年01月15日)
- 哈林NO.1精選輯 (1998年07月19日)
- 失物招領 愛你在庾式情歌蔓延時 (2002年11月13日)
- 到死都要18歲 (2009年12月18日)

### カバー・アルバム
- 哈林音樂電台 (1992年10月02日)
- 哈林夜總會 (1995年12月18日)
- 哈林音樂頻道 (1997年05月14日)
- 哈LLYWOOD (2000年01月05日)
- Lady's Night (2008年12月12日)